# Piz Timun
Piz Timun är en bergstopp i Schweiz.   Den ligger i regionen Viamala och kantonen Graubünden, i den sydöstra delen av landet, 160 km öster om huvudstaden Bern. Toppen på Piz Timun är 3 209 meter över havet, eller 884 meter över den omgivande terrängen. Bredden vid basen är 9,2 km.
Terrängen runt Piz Timun är huvudsakligen bergig. Runt Piz Timun är det ganska glesbefolkat, med 22 invånare per kvadratkilometer.. Närmaste större samhälle är Mesocco, 15,9 km sydväst om Piz Timun. 
Trakten runt Piz Timun består i huvudsak av gräsmarker.